# San Giuliano del Sannio
San Giuliano del Sannio é uma comuna italiana da região do Molise, província de Campobasso, com cerca de 1.076 habitantes. Estende-se por uma área de 23 km², tendo uma densidade populacional de 47 hab/km². Faz fronteira com Cercepiccola, Guardiaregia, Mirabello Sannitico, Sepino, Vinchiaturo.

## Demografia
| Variação demográfica do município entre 1861 e 2011                               |
|                                                                                   |
| Fonte: Istituto Nazionale di Statistica (ISTAT) - Elaboração gráfica da Wikipedia |